# Juan José Herranz
Juan José Herránz y Gonzalo (Murcia, 29 de agosto de 1839-Madrid, 1 de marzo de 1912), conde de Reparaz, fue un periodista, dramaturgo, censor teatral y político español.

## Biografía
Nacido en Murcia el 29 de agosto de 1839, en su juventud trabajó como periodista, tomando parte en la redacción de las publicaciones periódicas El Eco del País, La Libertad, El Estandarte, Las Noticias (1864-1866), El Arte (1866), La Ley (1867-1868), El Noticiero de España (1868), El Diario del Pueblo (1878), La Gorda y El Cronista.

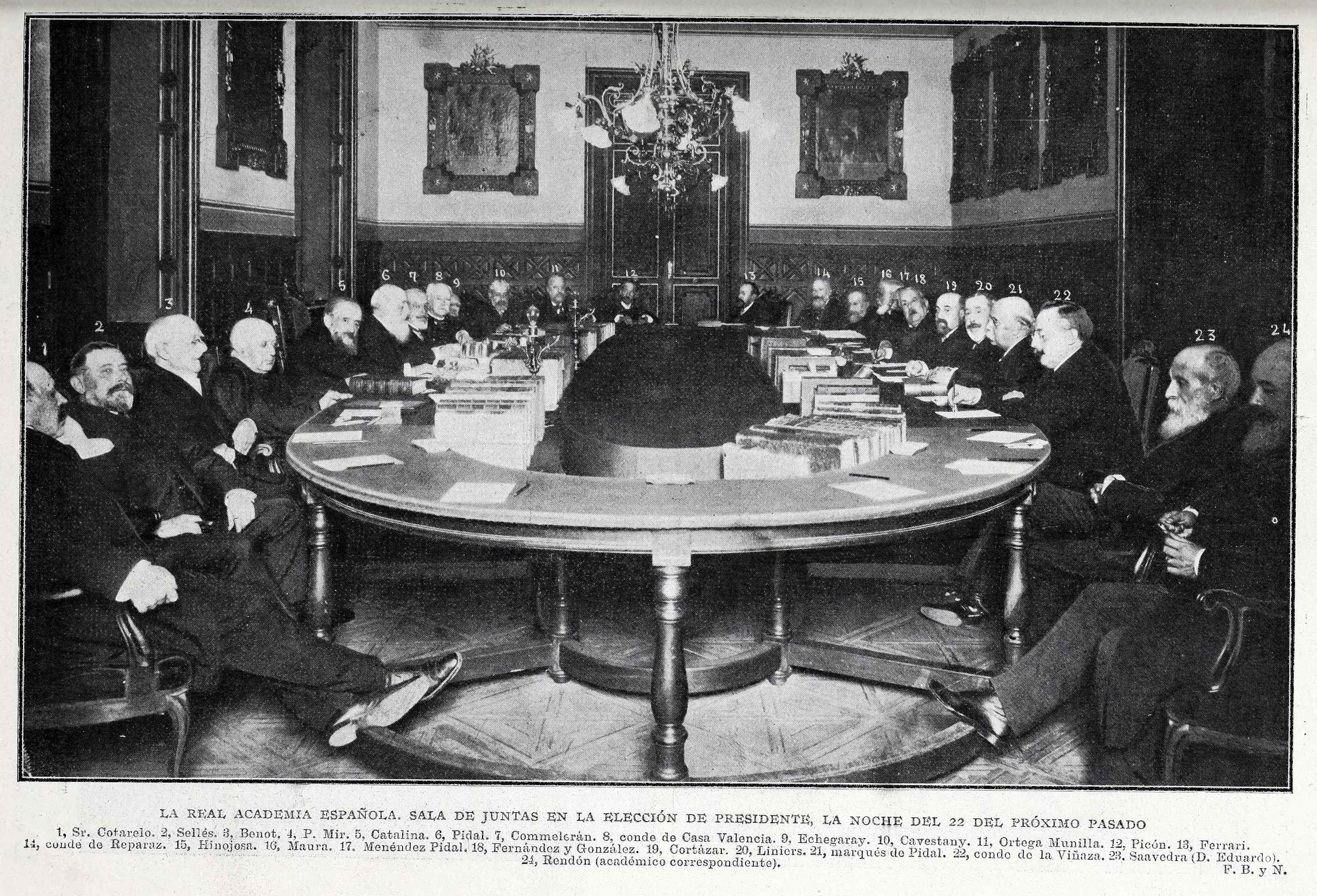
Juan José Herranz (al fondo, señalado con el n.º 14) en una sesión de la Real Academia Española (noviembre de 1906)

A comienzos del siglo xx formaba parte de la redacción de Gente Vieja, habiendo colaborado previamente en La Familia (1875), Los Niños (1877), La Ilustración Española y Americana, El Día y Pluma y Lápiz (1902). Cultivó igualmente el género dramático y desde 1902 fue miembro de número de la Real Academia Española.
Herranz también se empleó en política; miembro del Partido Conservador, obtuvo escaño de diputado en Cortes en 1884, 1896 y 1899, en las provincias de Orense, Madrid y Toledo, además de llegar a desempeñar el cargo de gobernador civil de Zamora, entre el 15 de diciembre de 1880 y el 14 de febrero de 1881, cuando fue sustituido por José Moreno Albareda. Falleció en Madrid el 1 de marzo de 1912.